# Südöstliche Sekante
Die Südöstliche Sekante (russisch: Юго-Восточная хорда, Jugowostotschnaja chorda) ist ein Teil des Moskauer Sekantenrings und Teil der MSD in Moskau. Sie verbindet die Nordöstliche Sekante und den Dritten Verkehrsring mit der Südlichen Tangente und führt in südlicher Richtung über die Moskwa und den Moskauer Autobahnring MKAD zur Autobahn M2. Die Südöstliche Sekante wurde am 9. September 2023 für den Verkehr freigegeben und ist ein Teil des nicht vollständig realisierten Vierten Verkehrsrings. Die Anbindung zu der Autobahn M2 wurde am 5. September 2024 fertiggestellt.